# U.S. News Best Global Universities
U.S. News Best Global Universities – globalny (obejmujący cały świat) ranking klasyfikujący uczelnie na podstawie ich osiągnięć badawczych i naukowej reputacji. Publikowany jest od roku 2014 przez U.S. News & World Report i często zaliczany do tzw. Big-4 Group. Wraz z rankingiem głównym (globalnym) opracowywane i publikowane są też rankingi regionalne, krajowe i dziedzinowe.

## Historia
Pierwsze rankingi opublikowane zostały w 2014. Główny obejmował 500 najlepszych uczelni z 49 państw, a pozostałe 4 regiony, 11 państw i 21 dziedzin (dyscyplin). Utworzone zostały na podstawie danych dotyczących reputacji, publikacji i cytowań pracowników i doktorantów uczelni. Zastosowana metodologia różniła się znacznie od tej stosowanej w publikowanym od 1983 U.S. News & World Report Best Colleges Ranking, w związku z czym miejsca amerykańskich uczelni w obu zestawieniach mogą się znacznie różnić. Rankingi U.S. News były pierwszymi globalnymi klasyfikacjami przygotowanymi przez amerykańską firmę i miały aspirację dołączyć do wiodących wówczas na świecie rankingów brytyjskich (QS World University Rankings i Times Higher Education World University Rankings) i chińskiego (Akademicki Ranking Uniwersytetów Świata).

## Reputacja
Ranking U.S. News Best Global Universities, wraz z wymienionymi wcześniej trzema starszymi zestawieniami, zaliczany jest obecnie w Polsce do tzw. Big-4 Group najbardziej prestiżowych globalnych rankingów uczelni. 
Ekspert ds. rankingów akademickich i autor bloga University Ranking Watch Richard Holmes amerykańskie zestawienia zdaje się umieszczać jednak na czwartym miejscu w tym gronie, a Elizabeth Gadd pisze nadal o wielkiej trójce rankingów, nie wliczając do niej U.S. News Best Global Universities. 
Wydaje się, że amerykańskie zestawienia cieszą się dobrą reputacją we własnym kraju i sąsiedniej Kanadzie, o czym świadczy fakt, że o swoich pozycjach w nich informują tak znane uczelnie jak University of Washington czy University of Toronto (ta druga umieszczając je w piątce najuważniej śledzonych rankingów na świecie).

## Rankingi
Poza głównym rankingiem (Best Global Universities) U.S. News & World Report publikuje także zestawienia:
- regionalne,
- krajowe,
- dziedzinowe (Subject Rankings)[1].

W opublikowanej w 2024 roku 10. edycji rankingów zestawienie główne obejmuje 2250 najlepszych uczelni (rok wcześniej było ich 2000) ze 104 państw (wzrost o 9 w stosunku do roku 2023). Opracowano także 5 rankingów regionalnych (Afryka, Azja, Australia i Nowa Zelandia, Europa, Ameryka Łacińska), 55 rankingów krajowych (wzrost o 10 w porównaniu do poprzedniej edycji) i 51 przedmiotowych (w 2023 było ich 47).

## Metodyka
Główny ranking powstał na podstawie 13 wskaźników uwzględnianych z różnymi wagami (mieszczącymi się pomiędzy 2,5% a 12,5%). Dotyczą one:
- globalnej i regionalnej reputacji,
- różnego typu publikacji,
- cytowań,
- umiędzynarodowienia badań.

Dla wyznaczenia wskaźników reputacji użyto wyników badania reputacji akademickiej wykonanego przez firmę Clarivate, pozostałe ustalono, wykorzystując dane z bazy Web of Science.
Rankingi regionalne i krajowe utworzone zostały na podstawie miejsc uczelni w rankingu głównym, przy czym żeby powstał ranking dla danego kraju w rankingu głównym, musiało się znaleźć co najmniej 5 jego uczelni.
Nieco inaczej powstają rankingi dziedzinowe, choć oparte są na tych samych wskaźnikach. Dyscypliny pogrupowane są jednak w kilka grup, z których każda uwzględnia od 10 do 12 wskaźników, przypisując im różne wagi.

## Wyniki Best Global Universities - edycja 2024[1]
Pierwsza dziesiątka 10. edycji rankingu głównego wygląda następująco:
1. Harvard University
2. Massachusetts Institute of Technology (MIT)
3. Stanford University
4. University of Oxford
5. University of California Berkeley
6. University of Cambridge
7. University College London
8. University of Washington Seattle
9. Columbia University
10. Yale University

Jest w niej 7 uczelni amerykańskich i 3 brytyjskie. Na 16 miejscu znajduje się pierwsza uczelnia spoza tych dwóch państw, jest to chiński Tsinghua University. W pierwszej setce globalnego zestawienia są łącznie 32 uczelnie z Europy, 17 azjatyckich oraz 9 z Australii i Nowej Zelandii. Spośród uczelni afrykańskich najwyżej - na 116. miejscu - znajduje się University of Cape Town, natomiast pozycję 127. zajmuje najlepsza uczelnia (Universidade de São Paulo) z Ameryki Łacińskiej. Najwyżej sklasyfikowaną polską uczelnią jest, zajmujący 391. miejsce, Uniwersytet Jagielloński.

## Wyniki rankingów regionalnych - edycja 2024[1]
Pierwsze dziesiątki 5 rankingów regionalnych opublikowanych w 2024 roku są następujące:
- Afryka

1. University of Cape Town
2. University of Witwatersrand
3. Cairo University
4. Stellenbosch University
5. University of Lagos
6. Al Azhar University
7. Mansoura University
8. University of Ibadan
9. University of Johannesburg
10. Zagazig University

- Ameryka Łacińska

1. Universidade de Sao Paulo
2. Universidade Estadual de Campinas
3. Pontificia Universidad Catolica de Chile
4. Universidad Nacional Autonoma de Mexico
5. Universidade Federal do Rio Grande do Sul
6. Universidad de Chile
7. University of Buenos Aires
8. Universidade Federal do Rio de Janeiro
9. Universidade Federal de Minas Gerais
10. Universidade Estadual Paulista

- Australia i Nowa Zelandia

1. University of Melbourne
2. University of Sydney
3. Monash University
4. University of New South Wales Sydney
5. University of Queensland
6. Australian National University
7. University of Technology Sydney
8. University of Western Australia
9. University of Adelaide
10. University of Auckland

- Azja

1. Tsinghua University
2. National University of Singapore
3. Nanyang Technological University
4. Peking University
5. Chinese University of Hong Kong
6. University of Hong Kong
7. Zhejiang University
8. Shanghai Jiao Tong University
9. Hong Kong Polytechnic University
10. University of Chinese Academy of Sciences, CAS

- Europa

1. University of Oxford
2. University of Cambridge
3. University College London
4. Imperial College London
5. ETH Zurich
6. University of Amsterdam
7. King's College London
8. University of Edinburgh
9. Universite Paris Cite
10. University of Copenhagen

## Polskie uczelnie w rankingach U.S. News - edycja 2024[1]
W 10. edycji globalnego rankingu znalazło się 47 polskich uczelni. Pierwsza dziesiątka z nich wygląda następująco (w nawiasach pozycje w rankingu globalnym i europejskim):
1. Uniwersytet Jagielloński (391; 152)
2. Uniwersytet Warszawski (479; 185)
3. Akademia Górniczo-Hutnicza (839; 305)
4. Uniwersytet im. Adama Mickiewicza (935; 340)
5. Politechnika Warszawska (946; 347)
6. Uniwersytet Medyczny we Wrocławiu (953; 349)
7. Uniwersytet Opolski (996; 359)
8. Uniwersytet Wrocławski (1049; 384)
9. Politechnika Gdańska (1079; 392)
10. Uniwersytet Mikołaja Kopernika (1114; 405)

Jeśli chodzi o rankingi dziedzinowe, to Uniwersytet Jagielloński najwyższą pozycję - 102. na 500 sklasyfikowanych uczelni - zajął w Mathematics, Uniwersytet Warszawski w Space Science - 68. wśród 250 uczelni, a Akademia Górniczo-Hutnicza też w Mathematics, zajmując w rankingu w tej dziedzinie 59. miejsce.
W pierwszych setkach rankingów dziedzinowych znalazły się 3 polskie uczelnie:
- Uniwersytet Medyczny we Wrocławiu: Cardiac and Cardiovascular (18/250)
- Akademia Górniczo-Hutnicza: Mathematics (59/500)
- Uniwersytet Warszawski: Space Science (68./250)

Trzy polskie uczelnie (Uniwersytet w Białymstoku, Uniwersytet Jana Kochanowskiego i Politechnika Białostocka) pomimo obecności w głównym zestawieniu nie znalazły się w żadnym rankingu dziedzinowym, natomiast nie uwzględniony w rankingu globalnym Uniwersytet SWPS zajął 229. miejsce (na 500 uczelni) w dyscyplinie Psychiatry/Psychology.
Najwięcej polskich uczelni znalazło się w następujących rankingach dziedzinowych (w nawiasach najwyżej sklasyfikowane z nich i ich miejsca wraz z liczbą wszystkich szkół wyższych uwzględnionych w poszczególnych zestawieniach):
- Chemistry - 35 (Uniwersytet Jagielloński - 298/1500)
- Environment/Ecology - 24 (Uniwersytet Warszawski - 402/1000)
- Physical Chemistry - 20 (Uniwersytet Warszawski - 465/750)
- Materials Science - 17 (Akademia Górniczo-Hutnicza - 347/1000)
- Clinical Medicine - 15 (Uniwersytet Jagielloński - 231/1000)
- Physics - 13 (Uniwersytet Warszawski - 133/1000)
- Engineering - 12 (Politechnika Gdańska - 307/1000)
- Biology and Biochemistry - 10 (Uniwersytet Warszawski - 256/750)

Są też dyscypliny, w których nie ma żadnej uczelni z Polski, dotyczy to w szczególności tak ważnych i nowoczesnych dziedzin jak Biotechnology and Applied Microbiology, Nanoscience and Nanotechnology czy Artificial Intelligence.